# Ian Johnston (Hockeyspieler)
Reginald Ian Hallam Johnston (* 4. März 1929 in Dublin, Irland; † 11. Dezember 2020 in North Vancouver) war ein kanadischer Hockeyspieler.
Johnston nahm mit der Kanadischen Hockeynationalmannschaft an den Olympischen Spielen 1964 in Tokio teil. Die Mannschaft verlor sechs der sieben Spiele und belegte den 13. Rang im Endklassement.